# アムアムビレッジ
アムアムビレッジ（AmAm VILLAGE）は、長野県佐久市長土呂125-1に所在するアメニティーズが運営する複合レジャー施設。
1995年（平成7年）12月にオープン。施設内には8スクリーン1037席の映画館アムシネマをはじめ、ゲームセンター、カラオケボックス、パチンコ、レストランなどが存在する。
なお、アムアムビレッジ施設内の、映画館「アムシネマ」とゲームセンター「アムワールド」については、2023年（令和5年） 9月14日をもって閉店することが発表された。閉館理由としては、デジタル映写機の老朽化のためとしている。建物自体については、今後も利用すると発表。

## 主な施設

### 1F
- よろこびの街100万ドル
- アムワールド（縮小）
- とんちき麺（テナント）

### 2F
- アムボイス（閉店）
- ほぐしラボ（テナント）

### アムシネマ
アメニティーズ株式会社が運営するシネマコンプレックス（映画館）。チケット売り場とシネマ8のみ1階、他の施設は2階に設置されていた。当初3スクリーンで開館し後にスクリーン数を増やしていったが、2003年ごろまで一部のスクリーンがビデオシアターであった。その後8スクリーン・1,047席となり、、2010年3月12日より3D上映にも対応していた。2023年9月14日をもって閉店した。周辺のシネマコンプレックスは上田市（TOHOシネマズ上田）が一番近い。
| スクリーン | 座席数 | 音響設備    |
| ---------- | ------ | ----------- |
| 1          | 173    | SDDS/SRD-EX |
| 2          | 103    | SRD         |
| 3          | 110    | SRD         |
| 4          | 116    | SRD         |
| 5          | 96     | SRD         |
| 6          | 143    | SRD         |
| 7          | 227    | SRD         |
| 8          | 77     | SRD         |

### 別棟
- アムハウス（閉店）

## 交通アクセス
- 上信越自動車道 佐久ICから約1分。
- 佐久平駅より徒歩約25分。